# Хематин
Хематин  (ферипротопорфирин  IX) је тамноплави или браон пигмент који у себи садржи гвожђе у фери стању, добијен оксидацијом хемијске групе хема. Овај хемијски дериват хемоглобина настаје уклањањем протеинског дела молекула и оксидацијом атома гвожђа из феро у фери форму.

## Алтерантивни називи
Ферихем, хематозин, хидроксихемин, оксихем, фенодин или оксихемохромоген,

## Опште информације
Хематин инхибира синтезу порфирина и стимулише синтезу глобина. Компонента је цитохрома и пероксидаза, а користи се и као реагенс. 

## Примена у терапији
Неки паразити претварају хем у хематин, који се биокристалише да би спречио токсичност хема. Такав је случај са маларијским паразитом  Plasmodium-ом и Schistosoma manson. Хематин се ослобађа из хемоглобина током његове деградације у вакуоли за храну маларијских паразита и детоксифицира се полимеризацијом у облик бета-хематина који се назива хемозоин, или маларијски пигмент. Овај процес је независан од протеина ин витро. Хинолински антималаријски шизонтициди у крви се акумулирају у вакуоли хране и могу инхибирати полимеризацију хематина везивањем за хематин и спречавањем његовог укључивања у растући ланац хемозоина. Сматра се да је отпорност на лекове на хинолине последица смањене акумулације лека у вакуоли хране. Како неки хинолини превазилазе ову отпорност, хинолини, као класа, остају потенцијални извор будућих антималаријских лекова.
Хематина је заједно са глукозом стандардни је лек против порфирије, хетерогене групе ретких метаболичких болести. Према истраживањима хематин је у порфирији смањио излучивање порфирина и прекурсора у мокраћи код свих пацијената за приближно 50% вредностиод оне пре примене хематина. Такође је потиснуо активност синтазе делта-аминолаевулинске киселине, ензима биосинтезе хема који контролише брзину, у периферним леукоцитима код седам од девет пацијената код који су праћени.